# Протесты против антиковидных ограничений
Протесты против антиковидных ограничений вспыхнули в разных странах мира в апреле 2020 года в ответ на жёсткие ограничительные меры властей в связи с пандемией COVID-19.

## 2020 год

### Бразилия
В Бразилии протесты 20 апреля 2020 года против карантина возглавил сам президент страны Жаир Болсонару, выразив несогласие с позицией парламента и некоторых губернаторов, которые пошли на жесткие меры для борьбы с эпидемией коронавируса.

### Германия
19 апреля 2020 года появилась информация о несанкционированном митинге против ограничения прав и свобод граждан в условиях карантина, который прошел в Берлине. Число участников митинга не превышало 1000 человек.
Первомай в Берлине прошел под знаком борьбы за конституционные права в условиях карантина. В начале протестующие собрались на «гигиенический протест» на площади Розы Люксембург, а затем переместились в район Кройцберг. Присутствовали и одиночные пикеты с плакатами: «Маскам — нет», а также попытки провести медитацию в стиле йоги в общественном месте.
9 мая 2020 года протесты против «локдауна» (режима самоизоляции) расширились. Тысячи человек приняли участие в акции в Штутгарте. Участники держали социальную дистанцию в 1.5 метра. В Берлине протест был меньше, но агрессивнее. 3 тыс. человек вышли на Мариенплац в Мюнхене. Около 500 человек призывали отменить масочный режим во Франкфурте-на Майне.

### Израиль
7 апреля 2020 года демонстрация против карантина под лозунгом спасения иудаизма прошла в израильском городке Модиин Илит

### Италия
Беспорядки в Италии начались 22 октября 2020 года в Неаполе после введения комендантского часа в регионе Кампания, на следующий день охватили весь регион. После введения новых жёстких ограничений главой правительства Джузеппе Конте, 25 октября, протесты и беспорядки охватили ещё и Милан, Турин и Рим. Протесты характеризовались не мирными, с погромами, беспорядками, стычки с полицией и грабежи, особенно в городе Неаполь.

### Казахстан
В апреле 2020 года в казахстанских сетях появилось видео, на котором запечатлен стихийный митинг сотрудников больницы в городе Атырау на западе Казахстана в ответ на введенные против них новые карантинные меры. Работники здравоохранения выразили разочарование по поводу пересмотренных условий, которые они посчитали необоснованными. После этого местные журналисты, освещавшие митинг, были задержаны властями, что усилило напряженность в связи с действиями правительства по борьбе с пандемией.

### Кот-д’Ивуар
Протестующие разрушили центр тестирования на коронавирус, который строился в Абиджане, находившийся, по их словам, в переполненном жилом районе слишком близко к их домам.

### Нидерланды
5 мая в СМИ появилась информация об акциях протеста против карантинных мероприятий в Гааге. Первоначально мэр города разрешил мероприятие при условии, что участники будут соблюдать социальное дистанцирование, но впоследствии полиция стала задерживать людей, когда количество протестующих стало расти.

### Россия
20 апреля 2020 года несколько сотен человек вышли на митинг во Владикавказе, но были разогнаны ОМОНом. Протестующие требовали введения режима ЧС в республике и реальной выплаты денежных средств, а также выражали сомнение в достоверности официальной информации об угрозе коронавируса, а предпринимаемые властями республики меры называли избыточными.
26 апреля 2020 года с категоричным осуждением закрытий храмов Русской православной церкви и применения профилактических мер выступил бывший схиигумен Сергий (Романов). Он проклял всех «посягающих на закрытия храмов» и предложил выселить власти, страдающие «старческим маразмом», на отдалённые острова, что, по его словам, привело бы к немедленному исчезновению пропаганды пандемии. Реакцией РПЦ на это был запрет Сергию выступать с публичными заявлениями, однако он не подчинился и в ответ начал обличать и оскорблять первые лица светской и церковной власти, включая президента Путина, патриарха Кирилла и митрополита своей епархии. За неподчинение архиереям он был лишён церковного сана, провозглашён раскольником и отлучён от Церкви. Правоохранительные органы заблокировали эту и ряд других проповедей бывшего схигумена и присудили ему 2 административных штрафа[значимость факта?].
После введения в 2020 году «ковидных» ограничений в Санкт-Петербурге местное сопротивление рестораторов властям возглавил А. Н. Коновалов. Во время первой волны четырёхмесячного локдауна 2020 года предприятия Коновалова возобновили работу, не дожидаясь разрешения властей. Во время второй волны бизнесмен отрыто игнорировал «комендантский час» для предприятий общепита. Ночью 8 декабря, после того, как 2 декабря 2020 появилась информация, что губернатором Бегловым решено полностью запретить работу ресторанов с 30 декабря 2020 по 3 января 2021 года, а с 25 по 29 декабря и с 4 по 10 января запретить их работу в вечернее и ночное время, и окончились безрезультатно попытки обсудить с губернатором и администрацией Санкт-Петербурга адекватность нововведений, Александр Коновалов создал неформальное объединение, выступавшее против вводимых мер и планировавшее игнорировать запрет работы ресторанов и баров в конце декабря 2020 — начале января 2021 года, так называемую «Карту сопротивления».
Задачей своего начинания Коновалов видел привлечение внимания к проблеме и поэтому призывал коллег по бизнесу присоединяться к инициативе и игнорировать запрет властей на работу баров и ресторанов после 23:00 как можно большим числом заведений.

### Руанда
Беженцы, которые были переселены в страну из переполненного лагеря беженцев в Ливии, протестовали в Кигали против «локдауна» лагеря беженцев.

### США
18 апреля 2020 года массовые протесты против «карантина» (stay-at-home order) прошли в США. Митинги имели место в Мичигане (здесь протесты автомобилистов начались ещё 15 апреля), Огайо, Техасе, Мэриленде, Кентукки и Висконсине. Как отмечают СМИ, среди протестующих был представлен консервативный электорат Дональда Трампа. Первая акция в Лансинге получила название Gridlock («пробка»), поскольку протестующие хотели с помощью автомобилей создать затор. Одним из показательных лозунгов протестующих был «Дайте мне право заразиться коронавирусом, но не ограничивайте мою свободу». Также среди плакатов присутствовал призыв «reopen» («откройте снова», то есть прекратите изоляцию). Протестующие также утверждают, что карантинные мероприятия способны подорвать экономику и ухудшить материальное положение рядовых американцев. 21 апреля 2020 года к акции присоединилась Калифорния. В Техасе митингующие раскритиковали деятельность главного инфекциониста страны Энтони Фаучи, который, по их мнению, был ответственен за режим жёсткого карантина в стране.
Руководство Facebook резко отрицательно отнеслось к подобным протестам и начало удалять посты с призывами к протестным акциям. Издание Washington Post связало протесты с движением ультраправых (far-right). Губернатор-демократ Кентукки Энди Бешир высказал мнение, что протесты приводят к всплеску заболеваемости.
30 апреля 2020 года протестующие (400—700 человек) в Лансинге заняли Капитолий штата Мичиган. Пресса обратила внимание, что некоторые протестующие были вооружены винтовками. Полиция не препятствовала акции, поскольку в штате разрешено свободное ношение оружия.

### Украина
29 апреля 2020 года в Киеве на улице Грушевского прошла акция предпринимателей против карантинных мероприятий. 6 мая 2020 года в Киеве на улице Грушевского около Европейской площади вновь состоялась акция предпринимателей под лозунгом «Карантин убивает» (укр. Карантин вбиває).

## 2021 год

### Казахстан
25 января 2021 года жители нескольких сел Акмолинской области собрались на несогласованный митинг в Кокшетау, чтобы выразить свое несогласие с обязательной вакцинацией от COVID-19. Протест, который был организован без предварительного согласования, привлек десятки жителей, в основном из Зерендинского района, которые собрались на площади Тауелсиздик. Протестующие, многие из которых были в медицинских масках, подвергли сомнению необходимость обязательной вакцинации и ее последствия для личных свобод. Они утверждали, что люди должны иметь право выбора, делать прививку или нет, особенно когда многие считают, что обязательные вакцины нарушают их конституционные права. В ответ на обеспокоенность местные власти, включая заместителей глав Малгаждара Таткеева и Айну Мусралимову, а также заместителя акима Уахыта Бейсембаева, посетили протест и заверили толпу, что вакцинация останется добровольной. Власти подчеркнули, что они пересматривают законопроект о домашнем насилии, чтобы решить проблемы общественности. Несмотря на попытки чиновников успокоить напряженность, протестующие оставались твердыми в своей оппозиции, многие продолжали выражать недовольство позицией правительства по вакцинации от COVID-19. Власти не обозначили никаких немедленных планов по принятию мер против организаторов, оставив ситуацию неразрешенной.
6 июля 2021 года в разных городах Казахстана, включая Костанай, Уральск, Актобе и Алматы, вспыхнули протесты против обязательной вакцинации и политических проблем. В парке Победы в Костанае десятки людей потребовали отмены обязательной вакцинации, отмены штрафов для непривитых сотрудников и бесплатного ПЦР-тестирования. Аким Костаная Кайрат Ахметов пообещал разобраться со штрафами, сославшись на 40%-ный рост случаев заболевания коронавирусом, и опроверг слухи об ограничениях на рабочих местах. Сергей Зинченко, который призывал к протесту, был арестован накануне. В Уральске жители собрались на площади Маншук Маметовой, чтобы выразить протест против обязательной вакцинации. Лидер незарегистрированного оппозиционного движения «Демократический выбор Казахстана» Мухтар Аблязов, живущий в изгнании, призвал к общенациональным демонстрациям в День столицы в знак протеста против обязательной вакцинации. Несмотря на усиленные меры безопасности, в Нур-Султане и Шымкенте протестов не произошло, хотя в Алматы и Актобе были произведены задержания.
17 июля 2021 года по всему Казахстану прошли несколько акций протеста против обязательной вакцинации от COVID-19, что привело к многочисленным задержаниям. В Нур-Султане небольшая группа женщин в белых платках, к которым позже присоединились сотрудница торгового центра «Шапагат» и двое мужчин, собрались возле городского акимата, протестуя не только против обязательной вакцинации, но и требуя снижения пенсионного возраста для женщин до 58 лет. Несмотря на небольшую явку, протест был встречен большим количеством полиции, включая автобусы спецназа и автозаки. Власти попытались разогнать группу, но протестующие проигнорировали требования и исполнили песню перед тем, как разойтись. В Алматы были задержаны и доставлены в отделение полиции гражданские активисты Суюндык Алдабергенов и Бахтияр Аманжол вместе с матерью Алдабергенова, а блогер Кайрат Есбергенов снял на видео группу людей в гражданской одежде у акимата, утверждая, что ждут протестующих против вакцинации. Хотя крупных протестов не было, район был усилен полицией, а услуги мобильного интернета были отключены. В Павлодаре около 100 протестующих были разогнаны силами СОБРа, некоторые были задержаны, а другие скрылись. В Балхаше местные чиновники, включая акима и прокурора, обратились к протестующим, чтобы обсудить их проблемы. В Петропавловске около 50 человек протестовали против обязательной вакцинации. Кроме того, по меньшей мере 13 активистов были задержаны в разных городах, включая Степногорск, Павлодар, Экибастуз, Нур-Султан, Актобе, Алматы, Актау и Кандыагаш, а власти следили за активистами в нескольких других местах. Протесты были вызваны призывом оппозиционного политика Мухтара Аблязова к демонстрациям против обязательной вакцинации от COVID-19.

### Россия
В конце 2021 года Россия столкнулась с акциями, вызванными введением системы QR-кодов, включая как согласованные, так и несогласованные с властями.
В частности, 5 ноября 2021 года члены общественного движения «Родители Тюменской области» записали обращение президенту России, в котором заявили, что введение обязательной (по их мнению) вакцинации и системы QR-кодов в стране нарушает их конституционные права и ведёт к массовой дискриминации граждан России. Активисты считают, что дискриминации подвергаются здоровые люди, использующие своё право на отказ от вакцинации; лица, не имеющие смартфона для предъявления QR-кода; лица, не зарегистрированные на портале государственных услуг; лица, переболевшие COVID-19 в лёгкой форме без обращения к врачу. Они усомнились в эффективности вакцин от COVID-19 и попросили предоставить официальную статистику осложнений после вакцинации.
Вечером 8 ноября 2021 года около 60 жителей Кировграда (Свердловская область) собрались, чтобы записать видеообращение к президенту России. На место проведения акции приехала полиция и предложила собравшимся разойтись, предупредив об ответственности за организацию незаконных митингов. В итоге участники акции подписали два заявления — генеральному прокурору Российской Федерации Игорю Краснову и прокурору Свердловской области Борису Крылову. В этих обращениях они попросили проверить законность указа губернатора Свердловской области указа Евгения Куйвашева, которым вводится система QR-кодов. Многие собравшиеся заявляли, что работодатели принуждают их прививаться против COVID-19, и негативно высказывались о намечающейся кампании по вакцинации детей. Собравшиеся не смогли обеспечить качественную видеозапись обращения к президенту страны из-за погодных условий и недостаточной освещённости.
В Екатеринбурге состоялось несколько акций против использования QR-кодов для доступа в общественные места — они прошли 13 ноября, 28 ноября, 12 декабря и 26 декабря 2021 года. Согласно интернет-изданию Znak.com, первые три акции собрали около 300 человек, последняя — около 100, хотя другие источники могут приводить иные оценки. Все акции были согласованы с властями (см. таблицу ниже).
14 ноября 2021 года в Елизове (Камчатский край) состоялся несогласованный митинг, на который пришло более 100 участников. В ходе акции у памятника «Здесь начинается Россия» собирали подписи против принудительной, по мнению митингующих, вакцинации и введения QR-кодов. Согласно данным портала Камчатка-информ, акция была организована при участии Общероссийского союза возрождения и запрещённого движения «Граждане СССР». По версии местных коммунистов, акция была не митингом, а записью обращения к президенту.
15 ноября 2021 года около ста жителей Иркутска провели митинг у здания правительства Иркутской области. Они заявили о неприятии системы QR-кодов и выступили против ограничений для бизнеса и принудительной, по их мнению, вакцинации против COVID-19, а также записали видеообращение к Путину, которое опубликовал Телеграм-канал #Города говорят. Митингующие потребовали «остановить беззаконие в Иркутской области», заявили, что региональные власти подрывают авторитет президента России — игнорируют принцип добровольности при вакцинации, нарушают права человека, «угрозами, увольнениями, штрафами и закрытием предприятий» вынуждают руководителей заставлять своих сотрудников прививаться. По их мнению, в российских регионах резко выросло социальное напряжение. Полиция в происходящее не вмешивалась.
В этот же день в Братске, на смотровой площадке местной ГЭС, собралось несколько десятков человек, которые скандировали: «Фашизм на нашей земле не пройдёт». Полиция в происходящее не вмешивалась.
25 ноября 2021 года в Казани рядом со зданием мэрии и входом в Казанский Кремль прошёл стихийный митинг против QR-кодов, на который собралось более 100 человек — по большей части, среднего и старшего возраста. Собравшиеся скандировали лозунги «Народ против QR-кодов» и пели песню «Вставай, страна огромная!». Сергей Чанкин, заместитель начальника полиции по охране общественного порядка, через мегафон призывал митингующих разойтись, предупреждая об административном аресте на срок до 15 суток и штрафах до 30 тысяч рублей.
4 декабря 2021 года согласованная акция против QR-кодов состоялась в Нижнем Тагиле, на которую, по оценке, пришло около 100 человек. Протестующие держали плакаты «QR — клеймо раба», «Мы — люди, а не товар, мы против QR» и другие. Одна из участниц заявила, что ей не нравится принуждение к вакцинации, и выразила мнение, что «при современных фантастических нанотехнологиях» вакцинированными смогут «управлять с вышек 5G». Активисты записали обращение к президенту Владимиру Путину, а затем спели песню «Вставай, страна огромная!».
18 декабря 2021 года митинг против QR-кодов прошёл в Первоуральске. Мероприятие было согласовано. Собралось несколько десятков митингующих, которые подчёркивали, что они выступают не против вакцинации от COVID-19, а против системы QR-кодов. На мероприятии присутствовала полиция.
29 декабря 2021 года пикет против принудительной вакцинации и QR-кодов прошёл в Перми. Акция была согласована. Присутствовала полиция.
После того, как окончились безрезультатно попытки обсудить с губернатором и администрацией Санкт-Петербурга адекватность нововведений по запрету и ограничениям на работу ресторанов в декабре 2021 и январе 2022, А. Н. Коновалов создал неформальное объединение, выступавшее против вводимых мер и планировавшее игнорировать запрет работы ресторанов и баров в конце декабря 2020 — начале января 2021 года, так называемую «Карту сопротивления». В интервью Forbes Александр тогда так прокомментировал решение властей:
Новые меры ввели с целью уничтожить экономику города, это проявление слабости, некомпетентности и трусости Беглова. Чтобы по принципу «как бы чего не вышло» доложить наверх о том, что меры приняты.
— А. Н. Коновалов
Задачей своего начинания Коновалов видел привлечение внимания к проблеме и поэтому призывал коллег по бизнесу присоединяться к инициативе и игнорировать запрет властей на работу баров и ресторанов после 23:00 как можно большим числом заведений: запрет принёс бы рестораторам многомиллионные убытки по возвратам внесённых ранее предоплат за корпоративы, средства по которым владельцами заведений уже были потрачены в связи с имевшимися в связи с весенне-летними локдаунами 2020 года ограничениями. 
Инициативу Александра поддержали владельцы баров «Базара нет» Константин Савченко, «Поднебесная» Николай Корсаков, хозяин PRAVDA7 Александр Яковлев и другие, всего около сотни заведений, к которым по данным инициаторов сопротивления ещё 3 сотни должны были присоединиться и отметиться на карте в ближайшие дни. Инициатор движения рассчитывал, что в условиях, когда будет работать, несмотря на ограничения, весь Петербург, власти просто не хватит сил на проверки, и Беглов в конце концов «оставит из в покое». Однако власти в следующую же ночь ответили на действия Коновалова рейдами Следственного комитета, Росгвардии, полиции, Роспотребнадзора и Комитета по контролю за имуществом в барах, отметившихся на Карте. Правоохранители взяли штурмом бар Commodore на улице Рубинштейна, задержали троих человек, забаррикадировавшиеся в помещении бара сотрудники были избиты ногами и дубинками. Издание «Фонтанка» также выложило видео, на котором видно, как силовики бьют людей в баре ногами и дубинками. Комментируя этот случай, вице-губернатор Петербурга Евгений Елин заявил, что силовики применили силу из-за того, что их не выпускали из бара, и добавил, что «насилие для рестораторов в отношении жителей неприемлемо», а вот «со стороны полиции насилие — это обязанность».
Тем не менее, 9 декабря, спустя сутки, губернатор Санкт-Петербурга согласился на диалог, которого добивались участники акций неповиновения, и после встречи с Арамом Мнацакановым согласился смягчить ограничения при улучшении эпидемиологической обстановки. Вечером 10 декабря, после встречи руководителя прокуратуры Петербурга Сергея Литвиненко и вице-губернатора Евгения Елина с представителями крупнейших ресторанов города, на сайте движения Коновалова было вывешено объявлении о закрытии доступа к карте, само движение «Карта сопротивления» с этого момента стало именоваться «Картой объединения». Константин Савченко («Базара нет») и Николай Корсаков (бар «Поднебесная») отмечали, что прервать молчание властей и добиться реакции Беглова удалось только благодаря «Карте» и личной инициативе Коновалова, огласке проблемы, приведшей к началу диалога с властью:
До этого общественные организации в ресторанном секторе пытались поговорить, обивали пороги Смольного, но их никто не слышал… Наша задача заключалась в том, чтобы прорвать эту блокаду безмолвия власти по вопросу принимаемых мер. Эту задачу мы считаем выполненной.
— Н. Корсаков
При этом и после описанных событий бары и рестораны участников барного сопротивления продолжили работать несмотря на неоднократные рейды Смольного, уличения в нарушении ковидного «законодательства», опечатывания заведений Роспотребнадзором. Рестораторы срывали пломбы и не платили наложенные штрафы.

## 2022 год

### Казахстан
Во время протестов 2022 года в Казахстане нефтяники в Жанаозене, протестуя против роста цен на сжиженный углеводородный газ, также требовали отмены обязательной вакцинации от COVID-19. По мере того, как протесты набирали обороты, беспорядки вышли за рамки экономических обид, и в социальных сетях, особенно в Алматы, стали распространяться призывы к участию в митингах против принудительной вакцинации и использования QR-кодов для регистрации.

### Франция
Во Франции 8 января 2022 года массовые акции против вакцинных пропусков прошли в Париже, Марселе, Ницце, Монпелье, Кане и десятке других городов. По данным французского Министерства внутренних дел, протесты собрали более 105 тысяч участников, из них на Париж пришлось 18 тысяч.
Вакцинные пропуска по итогам полной вакцинации, без которых французы не смогут посещать многие общественные места (включая рестораны, театры и т. д.), были одобрены депутатами нижней палаты парламента 6 января после продолжительных споров.
Во время акций произошло несколько жестких столкновений с полицией.

### Канада
15 января вступило в силу распоряжение Правительства Трюдо о требовании паспорта вакцинации при пересечении границы с США. Это вызвало протест среди водителей грузовиков.

### Россия
После введения в январе 2022 года в Петербурге постановлением Беглова режима ковидных QR-кодов Александр Коновалов вновь выступил 5 января публично с заявлением, что считает требование Смольного проверять «вакцинные» сертификаты во всех организациях, кроме реализующих товары первой необходимости, незаконным — сегрегацией — и прикрепил список заведений, не требующих QR-коды у своих посетителей:
Для меня куриные коды это последний рубеж, отделяющий нашу страну от цифрового концлагеря. Поэтому мои заведения и заведения моих партнеров НИКОГДА НЕ БУДУТ СПРАШИВАТЬ КУАР-КОДЫ У ЛЮБИМЫХ КЛИЕНТОВ!
— А. Н. Коновалов
11 января у возглавляемого Коноваловым нового движения появился свой сайт, на первой странице которого говорится: «На этой странице вы найдете список заведений Санкт-Петербурга, работающих без проверки QR-кода у своих любимых клиентов». Среди участников карты кафе и бары, кальянные, магазины, стоматологии, центры английского языка и другие учреждения. Часть этих заведений связана с Александров Коноваловым, часть совершенно независимы. Коновалов призвал других предпринимателей присоединяться к бойкоту и отметил, что на этот раз все добавляемые на карту заведения проверяются, всех участников списка специально обзванивают и уточняют, действительно ли они готовы в открытую не признавать требования властей города по проверке QR-кодов.
22 января Следственный комитет возбудил уголовное дело по статье 236 УК о нарушении санитарно-эпидемиологических правил в отношении 20 баров, сотрудники которых не проверяли QR-коды и работали по ночам, а на следующий день Росгвардия опечатала все эти заведения, чьи владельцы примкнули к «QR-сопротивлению», выставив по 2 — 3 силовика у дверей каждого из них. В отношении 103 физических и 32 юридических лиц составлены административные протоколы.
25 января в 13:40 около дома 20 по улице Рубинштейна собралось несколько сотен жителей Петербурга, представители СМИ, юристы, представители общественности. Коновалов на импровизированной «пресс-конференции» около опечатанных на незаконных основаниях (отсутствуют решения судов о запрете допуска собственника в его помещение) вместе с личными вещами сотрудников барах, часть из которых находится в частной собственности, повторил свои основные тезисы относительно происходящих событий: «Проверка QR-кода является сегрегацией. Мы этому не подчиняемся и подчиняться не будем. Понятия QR-код нет в правовом поле. Постановление губернатора — акт исполнительной власти». 28 января Александр Коновалов был взят под арест по обвинению в посредничестве в даче взятки должностному лицу осенью 2021 года, когда А. Н. Коновалов в статусе адвоката якобы стал посредником при передаче взятки сотруднику полиции 28 отдела полиции по показаниям управляющей антикафе «Пакман» на Вознесенском проспекте Бесовой Ю. С., данным под давлением и угрозами ликвидации её бизнеса в условиях допроса в ночное время в нарушение ч. 3. ст. 164 УПК РФ — от которых она, будучи отпущенной даже без подписки о невыезде, отказалась от показаний как данных под давлением; не дали показаний против Коновалова и сотрудники полиции 28-го отдела, которым он якобы передавал взятку. Пока Коновалова вели из его дома к полицейской машине, арестованный громко заявил: «Я невиновен. Пусть петербургские бары не бросают бороться с QR-кодами». Непосредственно из дома после проведённого в нарушение законодательства без решения суда обыска в доме в коттеджном посёлке «Белоостров» обладающего статусом адвоката А. Н. Коновалова и начатого — по словам адвоката Ивана Лялицкого — в отсутствие представителя Адвокатской палаты Ленобласти, а также в его офисе на ул. Рылеева, он был доставлен на допрос в Следственный комитет, а затем в тот же день на избрание меры пресечения прямо в Октябрьский районный суд Санкт-Петербурга, где против Коновалова было возбуждено уголовное дело по ч. 2 ст. 291.1 УК и судья Ирина Керро избрала меру пресечения Александру в виде заключения по стражу на срок 2 месяца до 27 марта 2022 года. Из зала суда Коновалов был отправлен прямо в СИЗО. Его сторонники собирают для суда нотариальные поручительства от граждан, стоимость которых каждому из предоставивших такой документ гарантирует компенсировать друг Александра Сергей Караваев.

### Украина
26 января 2022 года прошла акция протеста предприниматели в Киеве против карантинных ограничений. Протестующие соорудили у здания Рады сцену, с которой они зачитали свои требования и предложили представителям власти выйти к ним для обсуждения этих требований. Но встретили жёсткое подавление акции со стороны полиции. Представители рады покинули здание, через подземный ход.

### Германия
2 февраля 2022 года 6000 человек вышли на протест против ограничений в Германии.

### Китай
15 ноября 2022 года в Китае началась серия протестов против карантинных мер, которые предпринимаются властями, осуществляющими политику «нулевой терпимости» к COVID-19.